# Ratemo Michieka
Ratemo Michieka de son nom de naissance Ratemo Waya Michieka, né en 1950 à Kisii au Kenya, est un enseignant et ancien directeur général de l'Autorité nationale de gestion de l'environnement (NEMA) au Kenya ; il est également vice-chancelier fondateur de l'université d'agriculture et de technologie Jomo-Kenyatta (en).

## Études
Ratemo Michieka fait ses études primaires et secondaires au Kenya avant de se rendre aux États-Unis à l'université Rutgers pour son baccalauréat (BSc) en agriculture et sciences de l'environnement. Il obtient par la suite une maîtrise en enseignement technique professionnel et clôture avec un doctorat en 1978.
Ratemo Michieka fait sa recherche post-doctorale à l'Institut international d'agriculture tropicale (IITA) du Nigéria, avant de rejoindre le Collège d'agriculture et des sciences vétérinaires de l'université de Nairobi, où il gravit les échelons universitaires et administratifs pour devenir professeur et, en 1994, il devient vice-chancelier fondateur de l'université d'agriculture et de technologie Jomo-Kenyatta.

## Politique
En 2008, Ratemo Michieka se présente à l'élection législative dans la circonscription de Nyaribari Masaba (en). Il arrive troisième derrière Sam Ongeri (en) et Hezron Manduku.[réf. nécessaire]

## Ouvrages
- 2016 : Pistes de leadership académique et administratif au Kenya (Trails in Academic and Administrative Leadership in Kenya), par Ratemo Waya Michieka, au CODESRIA, Sénégal[6].